# Mayhill
Mayhill es un lugar designado por el censo ubicado en el condado de Otero en el estado estadounidense de Nuevo México. En el Censo de 2010 tenía una población de 75 habitantes y una densidad poblacional de 3,04 personas por km².

## Geografía
Mayhill se encuentra ubicado en las coordenadas 32°53′25″N 105°30′16″O / 32.89028, -105.50444. Según la Oficina del Censo de los Estados Unidos, Mayhill tiene una superficie total de 24.64 km², de la cual 24.6 km² corresponden a tierra firme y (0.15%) 0.04 km² es agua.

## Demografía
Según el censo de 2010, había 75 personas residiendo en Mayhill. La densidad de población era de 3,04 hab./km². De los 75 habitantes, Mayhill estaba compuesto por el 96% blancos, el 0% eran afroamericanos, el 0% eran amerindios, el 0% eran asiáticos, el 1.33% eran isleños del Pacífico, el 1.33% eran de otras razas y el 1.33% pertenecían a dos o más razas. Del total de la población el 4% eran hispanos o latinos de cualquier raza.